# Hayabusa (sonde)

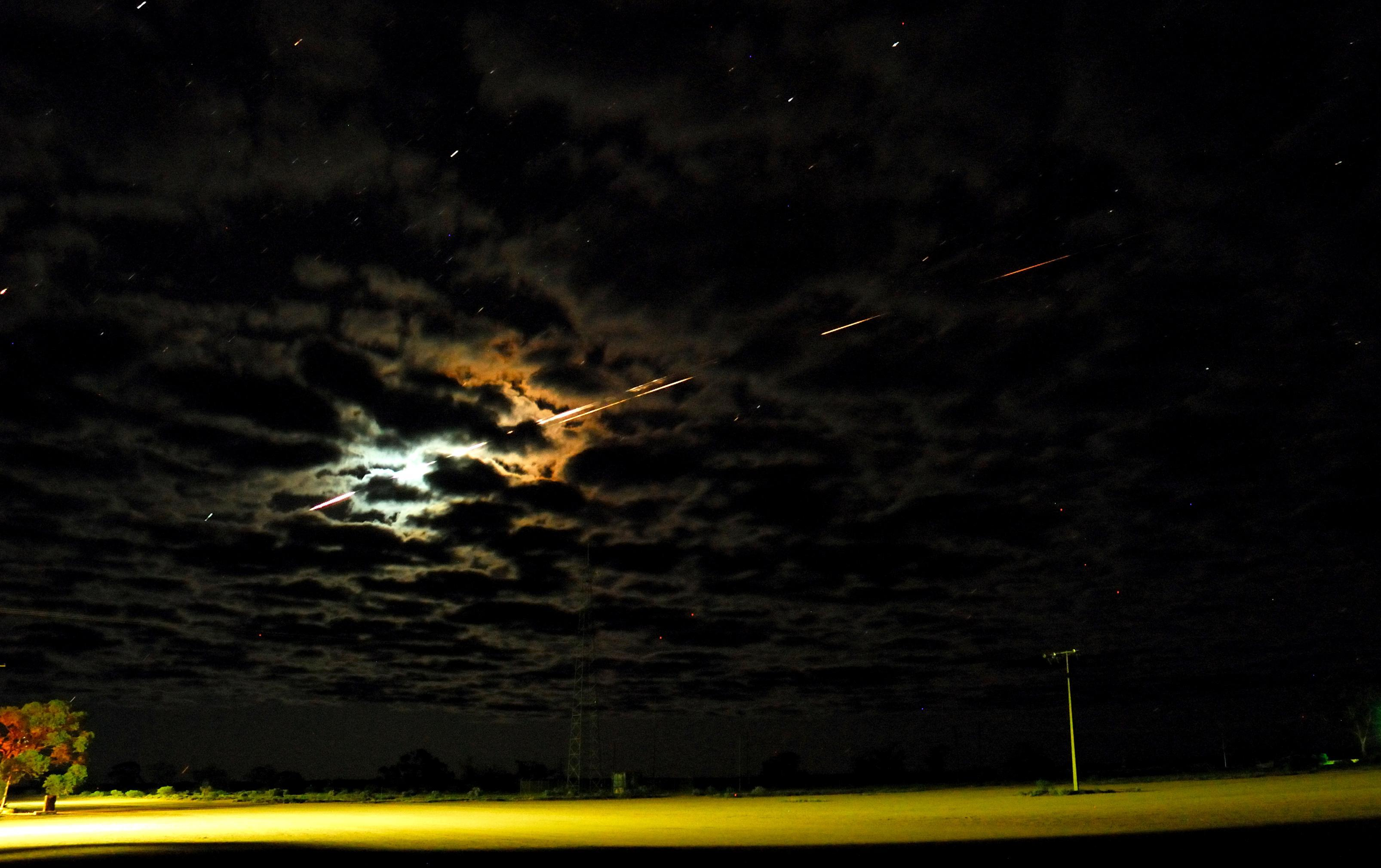
De terugkeer van Hayabusa

Hayabusa (Japans: はやぶさ) is een Japanse ruimtesonde, die de planetoïde Itokawa heeft bezocht. De sonde staat formeel bekend onder de naam MUSES-C. Aankomstdatum bij het hemellichaam was 26 november 2005.
De bedoeling van de sonde was het laten landen van een kleine robot op de planetoïde, die met camera uitgerust over het oppervlak zou 'springen'; in een dergelijke omgeving met geen of zeer weinig zwaartekracht is dat praktischer dan het voortbewegen middels wielen. De robot is nooit aangekomen op de planetoïde.
Een ander doel van de sonde Hayabusa was het afschieten van een kogel op de planetoïde en het daardoor vrijgekomen stof opvangen. Dit is waarschijnlijk gelukt. De sonde kreeg kort hierna problemen met de besturing. Het Japanse team heeft daardoor een ander traject moeten nemen om de sonde naar de aarde te krijgen. 

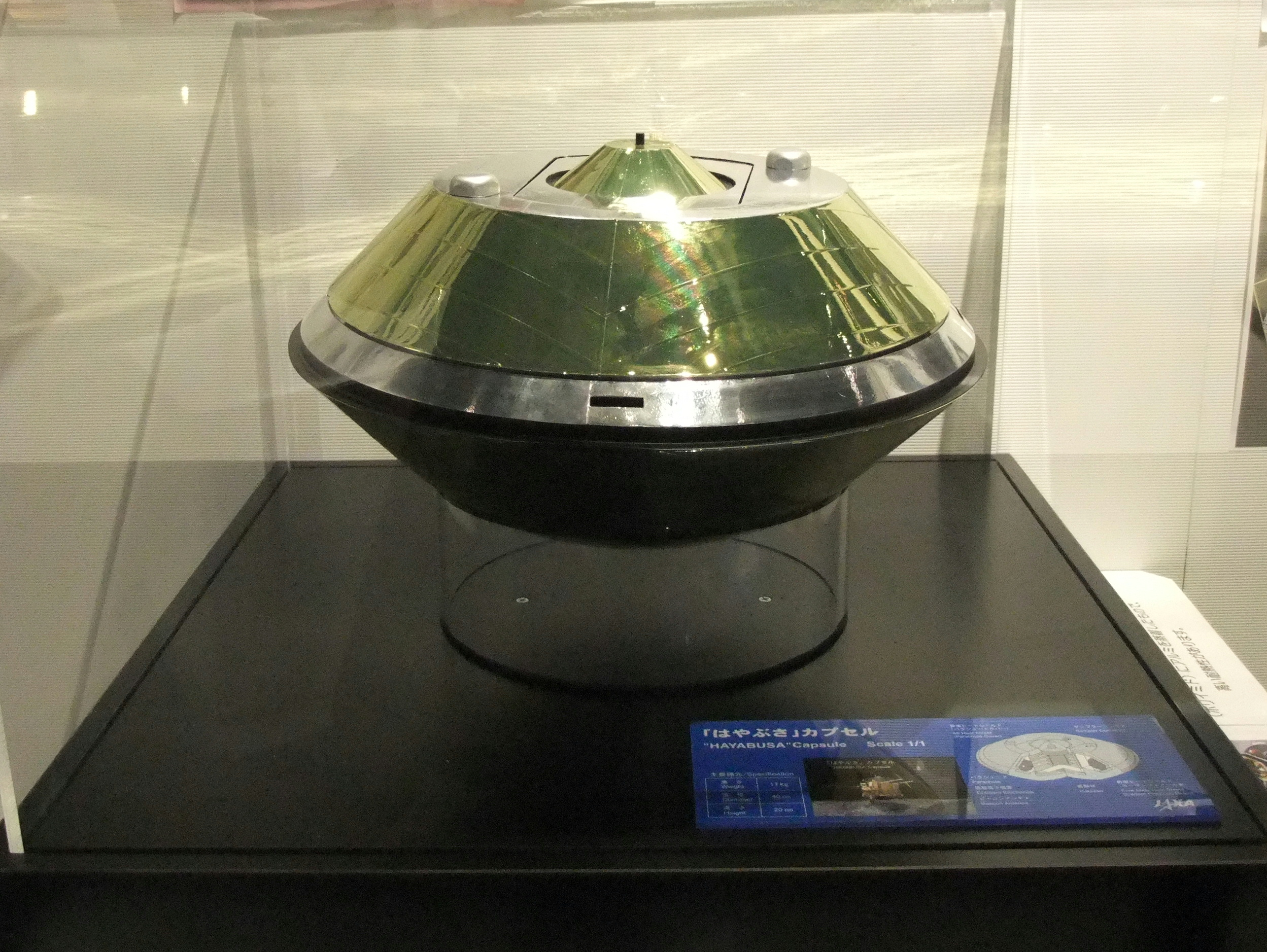
Een replica van de capsule

Oorspronkelijk zou Hayabusa een capsule met daarin het monster laten neerkomen op een militair domein in de woestijn van Australië, in juni 2007. Wegens problemen met de besturing en de ionenmotor is dat 13 juni 2010 geworden.

## Naam
Hayabusa is de Japanse naam voor een slechtvalk. Deze vogel bereikt tijdens de duikvlucht naar zijn prooi een snelheid van meer dan 300 km/u.